# Acidovorax citrulli
Acidovorax citrulli es una especie de bacteria gramnegativa del género Acidovorax. Fue descrita en el año 2009. Su etimología hace referencia al género de plantas Citrullus. Inicialmente era conocida como Pseudomonas pseudoalcaligenes subsp. citrulli. En el año 1992 se consideró como una subespecie de Acidovorax avenae. Es aerobia y móvil por flagelo polar. Tiene un tamaño de 0,2-0,8 μm de ancho por 1-5 μm de largo. Forma colonias lisas, redondas y de color amarillo pálido. Temperatura óptima de crecimiento de 30-35 °C. Es patógena de varias plantas. Originalmente se aisló de agua de una lesión en la planta Citrullus lanatus en Estados Unidos. 